# Trévou-Tréguignec
 Trévou-Tréguignec  (en bretón An Trevoù) es una población y comuna francesa, situada en la región de Bretaña, departamento de Côtes-d'Armor, en el distrito de Lannion y cantón de Perros-Guirec.

## Demografía
| 572                       | 525 | 644 | 704 | 885 | 826 | 950 | 982 | 937 | 929 | 980 | 981 | 982 | 1 016 | 1 034 | 1 004 | 1 017 | 855 | 952 | 989 | 911 | 965 | 1 064 | 1 133 | 1 281 | 1 327 | 1 154 | 1 059 | 1 218 | 1 266 | 1 210 | 1 144 | 1414 | 1 423 |
| (Fuente: INSEE y Cassini) |     |     |     |     |     |     |     |     |     |     |     |     |       |       |       |       |     |     |     |     |     |       |       |       |       |       |       |       |       |       |       |      |       |

## Geografía[6]
La Comuna de Trévou-Tréguignec (bretonismo: « Trev», "un pequeño pedazo de tierra" y « Tréguignec», "localidad" se localiza en un valle que termina en la playa de Trestel: una playa grande que tiene arena muy blanca. A su lado Oeste se encuentra la villa de Trevou y a su lado Este se ubica Tréguignec. En el valle podemos encontrar el castillo de Bisrou rodeado por muchas pequeñas lagunas y un hermoso bosque. En la costa de este pueblito podemos encontrar muchos tipos de piedras. El litoral del pueblo se extiende desde el puerto de Le Groff hasta los límites de Trélévern pasando por el puerto de Royau antes de llegar a las dunas de Port-Blanc.
Dos playas se encuentran ubicadas en este pueblo: « plage du Royau» y « plage de Trestel»; (bretonismo: « traezh», arenita.)  la primera, muy famosa, atrae muchos visitantes durante el verano y además a hondeado los colores de la bandera europea desde 1998 hasta 2004. Se ha instalado allí un hospital de rehabilitación para talasoterapia. Otro de los sitios conocidos y visitados es la playa llamada de los sargazos por la gran cantidad que ahí crece. Crambe maritima
 En la playa de Trestel hay muchas personas que practican windsurfing. En dicha playa se llevó a cabo el concurso francés de "funboard" en octubre y noviembre de 1990.

### Particularidades
La costa de  Trévou-Tréguignec tiene muchas áreas sensibles que el profesor Jean-Pierre Pinot describe en su libro llamado "El manejo de las zonas costeras". Este profesor ha estudiado muchas de las "colas de cometa" características de la costa trévousiana. Una cola de cometa es una acumulación de sedimentos detrás de una piedra, un islote o una isla.
El pantano de Trestel es un hábitat natural original que ha sido sujeto de un extenso estudio científico por Mohammed Alhassan: El pantano de Trestel: un medio ambiente muy original - una contribución para el diagnóstico y mejora de estas áreas al instalar rutas por donde caminar. (años 2002-2004). Estas áreas también fueron estudiadas por el proyecto "Natura 2000" con la intención de preservar aquellas que son de interés para la comunidad.
Del lado Oeste de la playa de Trestel, uno puede observar una característica formación geológica: un dique de diabasa/dolerita.